# 谢讷新城
谢讷新城（法語：La Villeneuve-au-Chêne，法語發音：[la vilnœv o ʃɛn]）是法国奥布省的一个市镇，位于该省中东部，属于奥布河畔巴尔区。

## 地理
谢讷新城（48°14'20"N, 4°23'20"E）面积10.94 平方千米，位于法国大東部大區奥布省，该省份为法国中北部省份，北起马恩省，西接塞纳-马恩省，西南至约讷省，东南至科多尔省，东临上马恩省。
与谢讷新城接壤的市镇（或旧市镇、城区）包括：巴尔斯河畔布列勒、巴尔斯河畔尚、拉洛日欧谢夫尔、梅尼勒圣佩尔、皮内、巴尔斯河畔旺德夫尔、维利昂特罗德。

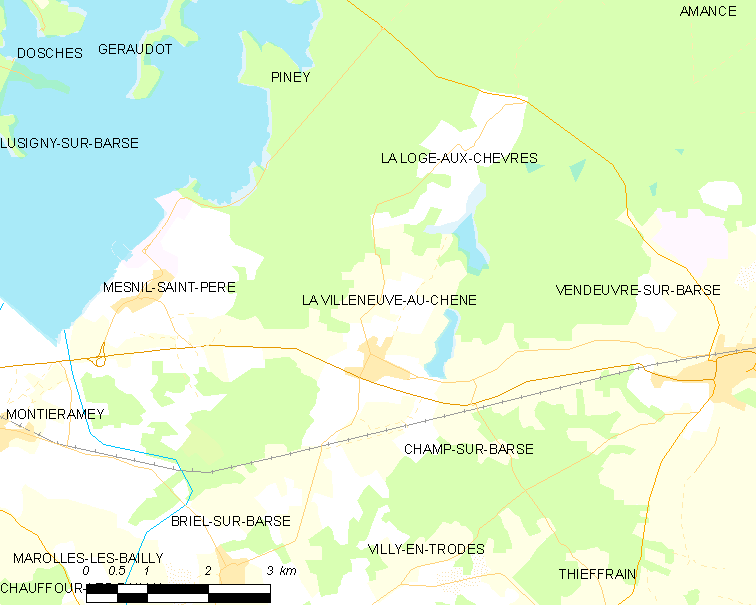
谢讷新城的OSM定位图

谢讷新城的时区为UTC+01:00、UTC+02:00（夏令时）。

## 行政
谢讷新城的邮政编码为10140，INSEE市镇编码为10423。

## 政治
谢讷新城所属的省级选区为巴尔斯河畔旺德夫尔县。

## 人口

1962-2008年间谢讷新城人口变化图示

谢讷新城于2022年1月1日时的人口数量为404人。